# Женеле
Женеле́ (фр. Geneslay) — колишній муніципалітет у Франції, у регіоні Нормандія, департамент Орн. Населення — 283 осіб (2011).
Муніципалітет був розташований на відстані близько 220 км на захід від Парижа, 75 км на південь від Кана, 45 км на захід від Алансона.

## Історія
До 2015 року муніципалітет перебував у складі регіону Нижня Нормандія. Від 1 січня 2016 року належав до нового об'єднаного регіону Нормандія.
1 січня 2016 року Женеле, Ла-Шапель-д'Анден, Кутерн i Ален було об'єднано в новий муніципалітет Рив-д'Анден.

## Демографія
Динаміка населення (Insee ):
Розподіл населення за віком та статтю (2006):
| Стать | Всього | До 15 років | 15-24 | 25-44 | 45-64 | 65-85 | Понад 85 |
| --- | ------ | ----------- | ----- | ----- | ----- | ----- | -------- |
| Чоловіки | 152    | 28          | 16    | 48    | 24    | 36    | 0        |
| Жінки | 112    | 20          | 4     | 40    | 20    | 28    | 0        |
| \| Статево-вікова піраміда \| Статево-вікова піраміда \| Статево-вікова піраміда \| \| ----------------------- \| ----------------------- \| ----------------------- \| \| Чоловіки \| Вік \| Жінки \| \| 0 \| 85 + \| 0 \| \| 4 \| 80-84 \| 0 \| \| 12 \| 75-79 \| 8 \| \| 12 \| 70-74 \| 12 \| \| 8 \| 65-69 \| 8 \| \| 0 \| 60-64 \| 8 \| \| 4 \| 55-59 \| 4 \| \| 12 \| 50-54 \| 0 \| \| 8 \| 45-49 \| 8 \| \| 12 \| 40-44 \| 12 \| \| 16 \| 35-39 \| 8 \| \| 12 \| 30-34 \| 16 \| \| 8 \| 25-29 \| 4 \| \| 12 \| 20-24 \| 0 \| \| 4 \| 15-20 \| 4 \| \| 8 \| 10-14 \| 0 \| \| 8 \| 5-9 \| 12 \| \| 12 \| 0-4 \| 8 \| |        |             |       |       |       |       |          |
| Статево-вікова піраміда |        |             |       |       |       |       |          |
| Чоловіки | Вік    | Жінки       |       |       |       |       |          |
| 0 | 85 +   | 0           |       |       |       |       |          |
| 4 | 80-84  | 0           |       |       |       |       |          |
| 12 | 75-79  | 8           |       |       |       |       |          |
| 12 | 70-74  | 12          |       |       |       |       |          |
| 8 | 65-69  | 8           |       |       |       |       |          |
| 0 | 60-64  | 8           |       |       |       |       |          |
| 4 | 55-59  | 4           |       |       |       |       |          |
| 12 | 50-54  | 0           |       |       |       |       |          |
| 8 | 45-49  | 8           |       |       |       |       |          |
| 12 | 40-44  | 12          |       |       |       |       |          |
| 16 | 35-39  | 8           |       |       |       |       |          |
| 12 | 30-34  | 16          |       |       |       |       |          |
| 8 | 25-29  | 4           |       |       |       |       |          |
| 12 | 20-24  | 0           |       |       |       |       |          |
| 4 | 15-20  | 4           |       |       |       |       |          |
| 8 | 10-14  | 0           |       |       |       |       |          |
| 8 | 5-9    | 12          |       |       |       |       |          |
| 12 | 0-4    | 8           |       |       |       |       |          |

## Економіка
2010 року серед 180 осіб працездатного віку (15—64 років) 150 були активними, 30 — неактивними (показник активності 83,3%, у 1999 році було 75,4%). З 150 активних мешканців працювало 137 осіб (80 чоловіків та 57 жінок), безробітними було 13 (6 чоловіків та 7 жінок). Серед 30 неактивних 10 осіб було учнями чи студентами, 13 — пенсіонерами, 7 були неактивними з інших причин.

У 2010 році в муніципалітеті числилось 121 оподатковане домогосподарство, у яких проживали 286,0 особи, медіана доходів виносила 17 132,5 євро на одного особоспоживача